# Ígor Dmítrievich Lavrov
Ígor Dmítrievich Lavrov  (en ruso Игорь Дмитриевич Лавров; el 15 de marzo de 1945; Kaluga, Rusia) es un pianista, profesor y compositor ruso residenciado en Venezuela. Actualmente se desempeña como profesor de la Cátedra de Piano en la Universidad Nacional Experimental de las Artes (Venezuela).

## Biografía

### Inicio de la carrera
Ígor Lavrov nació el 15 de marzo de 1945 en Kaluga, Rusia, en una familia de pianistas profesionales. Comenzó sus estudios de piano a los cinco años con su abuela Lydia Fiódorovna Lázareva graduada del Conservatorio de San Petersburgo, ofreciendo su primer recital público a los ocho años y con orquesta a los diez.
En 1963 se graduó en el Conservatorio de Kaluga (estudiante de Natalia Vladímirovna Yuzefovich) y en 1970 egresó del Instituto Estatal Pedagógico-Musical de Gnesin en Moscú (actualmente Escuela Estatal de Música Gnessin) donde recibió clases del Maestro Theodor Davídovich Gutman (estudiante del Heinrich Neuhaus). 
Durante sus estudios en el Instituto entre 1964-1967 realizó el servicio militar obligatorio en la Orquesta de demostración del Ministerio de la defensa de la URSS bajo la dirección de general mayor Nikolay Mikhailovich Nazarov.

### 1970-1993
Desde 1970 hasta 1973 hizo postgrado en el Instituto Estatal Pedagógico-Musical de Gnesin en Moscú.
En 1970-1989 trabajó en el Instituto Estatal de Artes de Ufá donde se desempeñó como el Jefe de la Cátedra de Piano.
Durante su trabajo en Ufá Ígor Lavrov ha dado numerosas presentaciones entre recitales, conciertos con orquestas sinfónicas y grupos de música de cámara. También ha realizado grabaciones para la radio y televisión.
Cada 11 de noviembre, el día de cumpleaños de su maestro Theodor Davídovich Gutman, Ígor Lavrov junto con su amigo del Instituto Vadim Naúmovich Monastirskiy (actualmente profesor de la Academia de Música y Danza de Jerusalén) daban un gran concierto a su honor.
Desde 1977 hasta 1980 fue enviado por el Ministerio de cultura de URSS para trabajar en el Conservatorio Nacional de Senegal, en Dakar.
En el año 1985 recibió el título de Artista Emérito de la República Autónoma Socialista Soviética de Baskiria. 
Desde 1989 hasta 1993 – trabajó en el Instituto Estatal Pedagógico-Musical de Gnesin en Moscú.
Sus clases magistrales han tenido resonancia en la Unión Soviética, Alemania, Francia, Senegal, Gambia y Estados Unidos. Ha participado como jurado en diferentes concursos de piano nacionales e internacionales. Luego de haber trabajado en cursos de verano en Moscú organizados para los estudiantes de Estados Unidos y Canadá fue invitado a Southwestern Youth Music Festival en Los Ángeles, en 1991-1992 como miembro de jurado. 
Durante su estancia en Estados Unidos ha dado sus masterclases en Crossroad School, California State University, University of Southern California. También ofreció sus recitales en Domínguez Hills, Ambassador Auditorium, The Maestro Foundation.

### 1993-presente
Desde 1993, el año de llegada a Venezuela invitado por el Maestro José Antonio Abreu ha formado y graduado más estudiantes que algún otro profesor en la historia de la Universidad Nacional Experimental de las Artes (UNEARTE), anteriormente IUDEM. Sus estudiantes han sido ganadores de numerosos concursos nacionales e internacionales.
Ha actuado como solista en la Orquesta Sinfónica Simón Bolívar, Orquesta Sinfónica Gran Mariscal de Ayacucho, Orquesta Filarmónica Nacional de Venezuela y Orquesta Sinfónica Municipal de Caracas. Además, ha participado como artista invitado en el festival Tchaikovsky en 1993, Festival Internacional de Violín en 1997, Festival Montpellier en Caracas en 1998, IV Festival de Clarinete en 1999, Festivales del IUDEM desde 1998 al 2001, Festival Internacional de Música de Cámara en la Colonia Tovar en 1999, Festivales de música rusa en Caracas (desde 2010 – presente). Ha participado como jurado en concursos como “Harriet Serr”, “Silvia Eisenstein” y “Yamaha” de Venezuela. 
En 2012 en la Escuela de artes Jorge Serrano bajo la égida de la UNESCO en Caracas se inauguró el Salón de conciertos Ígor Lavrov.
Ígor Lavrov es reconocido por el poético magnetismo de sus interpretaciones y por su refinamiento artístico.

## Composiciones
- El Tríptico: Pasado, Presente y Futuro para piano solo sobre la foto exposición de la artista venezolana Lydia Fisher (1997)
- Nocturno para la mano izquierda (2003)
- Preludio y Fuga para piano (2008)
- Romanza para violín y piano (2010)

## Discografía
1992 – Igor Lavrov: live in Los Angeles, The Maestro Foundation, USA.
2021 – Miniaturas revividas de Carlos Figueredo, Fundación Anala y Armando Planchart, Caracas, Venezuela.

## Alumnos
Elena Svértilova, Diana Khismátova, Lilia Valyámova, Anatoly Voytin, Rustam Shaykhutdinov, Natasha García, Alí Rafael Durán, Alla Pushnenkova, Javier Bracho, Patrice Laré, Luis Parés-Reina, Ana Laura Manero, Adolfo Vidal, entre otros.

## Información personal
Ígor Lavrov tiene una hija pianista Elena Lavrova que reside en Óbninsk, Rusia. Está casado con la pianista rusa Goulnara Galímchina. Actualmente Ígor Lavrov vive en Caracas, Venezuela.